# Terra de Thor
Terra de Thor és una península de l'est de Groenlàndia, part de Sermersooq, a la costa del Rei Frederic VI.

## Història
Fou batejada per Wilhelm August Graah, que va explorar el litoral durant l'expedició que cercava l'Assentament Oriental a la costa est de 1828 a 1830.
A la vora de la costa est n'hi han moltes illes, on vivien els inuit del sud-est de Groenlàndia que feien vida nòmada al llarg del litoral. A una d'aquestes illes, Igdluluarssuk (Sattiaatteq), hi havia l'assentament més septentrional d'aquest grup d'inuits que es varen extingir a finals del segle xix.

## Geografia
La terra de Thor te 47 quilòmetres de longitud i un màxim de 29 d'amplada. Al nord limita amb el fiord de Bernstorff (Kangertittivaq), a l'altra banda del qual s'alça la terra d'Odin. A l'est es troba el mar d'Irminger i al sud el fiord de Skioldungen septentrional (Qimutuluittiip Kangertiva), a l'altra banda del qual s'alça la gran illa de Skioldungen. A l'oest la península connecta amb la glacera continental groenlandesa.
La costa de la part sud de la península és molt retallada amb fiords molt llargs. El punt més alt és l'Ansbjerg, un nunatak de 1.915 msnm. La terra de Thor és muntanyosa, amb nombrosos pics de granit dur que són populars amb els alpinistes.